# Clarice Gargard
Clarice M.D. Gargard (Philadelphia (Pennsylvania), 3 maart 1988) is een Amerikaans-Liberiaans-Nederlands journalist, schrijver, programmamaker en presentator.

## Leven en werk
Gargard is het tiende en jongste kind van de Liberiaanse Sayyuo James Martin Gargard. Haar vaders vader was Giayu Gbozuah Gargard, koning (volgens de Engelse kolonisator 'paramount chief') van Grand Bassa county, district nummer 4. Haar moeder was in de Verenigde Staten toen zij beviel van Clarice. Na de geboorte keerde ze met haar dochter terug naar Liberia.
Gargards vader was directeur van het telecombedrijf van Liberia, en daarmee een getrouwe van verschillende presidenten van Liberia, onder wie president Charles Taylor, die later werd veroordeeld voor misdaden tegen de menselijkheid. Toen zij vier jaar oud was, bracht haar vader Clarice en haar oudste zus naar Nederland. Zij groeide op in Purmerend en Middelie, in het gezin van haar zus.
Gargard studeerde journalistiek aan Hogeschool Windesheim, en houdt zich bezig met macht, verzet, vooruitgang, onrechtvaardigheid en intersectioneel feminisme. Ze maakte radioprogramma’s bij SALTO Omroep Amsterdam en tv-programma's voor AT5, NTR en de VARA. Zij schrijft en werkt onder andere voor Joop.nl, Vice, Vrij Nederland en de VPRO. Ze was correspondent Verzet voor De Correspondent, en was tot 20 oktober 2021 columnist bij NRC Handelsblad.
Een aantal malen was zij tafelvrouw bij Pauw, De Wereld Draait Door, M en RTL Late Night. Ook organiseerde en leidde zij debatten in samenwerking met onder andere Pakhuis de Zwijger en de Nieuwe Kerk in Amsterdam. Voorts organiseerde zij het multidisciplinaire kunstinitiatief Cinnamon Amsterdam, in De Balie en Bitterzoet. In 2012 werd zij genomineerd voor een Connecting Differences Award, in 2016 voor de You Go Girl Award (VIDM) en in 2017 en 2018 voor de Joke Smit-aanmoedigingsprijs.
In 2018 verscheen het boek Zwart, onder redactie van Vamba Sherif en Ebissé Rouw, waarin een essay van Gargard is opgenomen. Columnist en schrijver Jamal Ouariachi omschreef de bundel als: "ongestructureerd en wankel geformuleerd". VPRO Boeken schreef over de bundel: "Dat maakt de verhalen – fictie én non-fictie – van deze schrijvers gelaagd, grenzeloos en uitermate urgent. De bijdragen in deze bundel zijn vrijgevochten, geëngageerd en geestig, net als de schrijvers, en tonen eens en voor altijd dat zwartzijn veel meer is dan alleen kleur."
In november 2018 deed Gargard op Facebook live verslag van een demonstratie tegen zwarte Piet in Amstelveen. Als reactie ontving zij duizenden haatberichten, waarop zij aangifte deed van bedreigingen. De rechtbank Amsterdam veroordeelde 24 personen tot taakstraffen tot 58 uur en geldboetes tot 450 euro.
In 2019 vertegenwoordigde Gargard Nederland als VN vrouwenvertegenwoordiger bij de Algemene Vergadering van de Verenigde Naties. In oktober van dat jaar werd de Black Achievement Award in de categorie mens en maatschappij aan haar toegekend. In datzelfde jaar richtte zij het feministisch journalistiek mediaplatform Lilith Magazine voor progressieve en feministische journalistiek op, samen met collega-journalist Hasna El Maroudi.
Op 24 maart 2019 vertoonde BNNVARA de film De waarheid over mijn vader, die Gargard maakte samen met regisseur Shamira Raphaëla. Hierin doet zij verslag van haar bezoek aan haar 84-jarige vader, en van vraaggesprekken over hem met oud-partijgenoten, afgewisseld met gesproken getuigenissen van slachtoffers van Charles Taylor. De film won een Gouden Kalf voor beste korte documentaire.
In 2019 verscheen bij De Arbeiderspers haar boek Drakendochter - Op zoek naar mijn vader, rechterhand van Liberiaanse dictator Charles Taylor.
Samen met Hasna El Maroudi organiseerde Gargard op 12 juli 2020 voor de VPRO het televisieprogramma Nederland, we moeten het hebben over racisme in samenwerking met Lilith Magazine en Pakhuis de Zwijger. In het programma kwamen verschillende mensen aan het woord, onder wie Seada Nourhussen (journalist en hoofdredacteur van OneWorld), Sinan Çankaya (antropoloog en schrijver), Typhoon (rapper), Nancy Jouwe (historicus), Mitchell Esajas (medeoprichter The Black Archives), Leo Lucassen (historicus) en Amade M'Charek (antropoloog), die door NRC werden beschreven als "deskundigen die het zo rustig uitlegden". Ook maakten ze voor de VPRO in 2022 een satirisch televisieprogramma met sketches,  Seef Spees. In datzelfde jaar werkte Gargard mee aan het project Wat niet is maar kan zijn - Tien schrijvers en negen kunstenaars stellen een toekomst voor, met een tentoonstelling door negen kunstenaars bij NEST in Den Haag, waar een essaybundel bij hoorde met essays van tien schrijvers, uitgegeven door De Vrije Uitgevers.
Op 27 oktober 2024 werd ze door Yuki Kho geïnterviewd over Afrofuturisme op het Brainwash Festival.
Haar boek Na verzet komt (r)evolutie - Tien wegen naar een nieuwe wereld (2025) kreeg in NRC vier 'ballen' van recencent Jonasz Dekkers.
Gargard was kernlid van de Sociaal Creatieve Raad, bestuurslid van het Prins Claus Fonds, vice-voorzitter van Black Pride NL, zit in de Raad van Toezicht van het Holland Festival en in de Raad van Advies van de Nederlandse Vereniging voor de Verenigde Naties (NVVN).